# Bunawan
Bunawan est une municipalité de la province d'Agusan del Sur, aux Philippines.

## Géographie

### Situation
La municipalité de Bunawan se situe sur l'île de Mindanao.

## Démographie
Au recensement de 2010, la population de la municipalité s’élevait à 37 482 habitants. La municipalité est composée de plusieurs agglomérations dont aucune ne dépasse 7 000 habitants.

## Transports

### Voies routières
La municipalité est traversée du nord au sud par la Pan-Philippines Highway : une route structurante majeur à l’échelle du pays.

## Culture locale et patrimoine
Une partie du Parc naturel des Marais d'Agusan se situe dans la partie ouest de la municipalité.
En 2011, c'est dans la municipalité de Bunawan, au cœur des marais d'Agusan, que le probable plus grand crocodile du monde fut capturé.